# Terry Sylvester
Terence Sylvester (Allerton (Liverpool), 8 januari 1947) is een Britse rock- en popmuzikant (zang, gitaar). Hij is een voormalig lid van The Escorts, The Swinging Blue Jeans (1966-1969) en The Hollies. In de laatste rol nam hij de hoge partijen over, die voorheen gezongen werden door Graham Nash, die de band in december 1968 had verlaten.

## Biografie
Sylvester groeide op in Allerton, Liverpool en ging naar school met de toekomstige Badfinger-gitarist Joey Molland. Op 14-jarige leeftijd werkte Sylvester enige tijd als carrosserieplaatwerker door de broer van George Harrison. De band The Escorts, die hij mede-oprichtte, verscheen begin jaren 1960 bij The Beatles. The Escorts namen hun cover van Dizzy Miss Lizzy op bij Fontana Records in 1964. Het verzamelalbum From the Blue Angel van The Escorts verscheen op lp en vervolgens in 1995 op cd. In 1966 begon Sylvester een driejarige periode bij The Swinging Blue Jeans, ter vervanging van gitarist/zanger Ralph Ellis.
Sylvesters debuut bij The Hollies in januari 1969 was het zingen op de Britse hitsingles Sorry Suzanne en He Ain't Heavy, He's My Brother, plus op de albums Hollies Sing Dylan en Hollies Sing Hollies (beide 1969), die debuteerde met Sylvesters songwriting. Zijn eerste nummer voor de band was Gloria Swansong en hij bleef alleen schrijven (Pull Down the Blind, Cable Car 1971) met Allan Clarke (Why Didn't You Believe, Man Without a Heart, Perfect Lady Housewife) en als onderdeel van Clarke-Hicks-Sylvester. Dit trio componeerde de meeste nummers van The Hollies op verschillende albums: Confessions of the Mind (1970), Hollies (1974), Another Night (1975), Write On en Russian Roulette (beide 1976 - hoewel geen van de laatste twee in de Verenigde Staten in hun oorspronkelijke vorm) plus A Crazy Steal (1978). Een deel van Sylvesters werk verscheen op B-kantjes op singles, waaronder Indian Girl (1972), No More Riders (1974), naast het zingen van leadzang op het door Tony Hicks en Kenny Lynch mede-geschreven nummer Oh Granny (1972).
Naast de hoge harmonie zong Sylvester ook een korte leadvocale sectie op de Britse hit Gasoline Alley Bred uit 1970 (voornamelijk gezongen door Allan Clarke). Daarna nam hij een groter deel van de verantwoordelijkheden op zich in de periode 1972-1973, toen de Zweedse zanger Mikael Rickfors Clarke tijdelijk verving. Sylvester zong Long Cool Woman in a Black Dress tijdens de Amerikaanse tournee van The Hollies in 1973 en in Amerikaanse televisieoptredens. Later zong hij in deze periode een aantal leadvocals op Romany (1972). Dit album bevatte een cover van Judee Sill's Jesus Was a Crossmaker. Bij On Out on the Road (1973) nam Sylvester de hoofdzang op verschillende nummers, waaronder Slow Down, Go Down, Pick Up the Pieces en Mr. Heartbreaker (in samenwerking met Dean Ford van The Marmalade). Na een periode van onvrede, deels over het muzikale beleid, verbrak Sylvester in mei 1981 de band met de Hollies, in een incident dat het aftreden van bassist Bernie Calvert veroorzaakte.
In 1974 bracht Sylvester zijn gelijknamige soloalbum uit en bracht het opnieuw uit met een enigszins herziene tracklijst in 1976. Jimmy Griffin speelde als gast harmoniezang op het nummer Travelin' Boy, terwijl Sylvester solo-versies van zijn Hollies-nummers Cable Car, Indian Girl, Pick Up the Pieces Again en later een solo-versie van zijn Hollies uit 1973 opnam, het nummer I Had a Dream, dat aan de cd-versie van het album is toegevoegd. De single uit 1974 bij Polydor (For the Peace of All Mankind, een cover van Albert Hammond) en een paar singles in 1976 (I Believe, een cover van Stevie Wonder en End of the Line) die allemaal van zijn soloalbum zijn gehaald, konden zich niet plaatsen in de hitlijst. In 1978 bracht Sylvester de niet-album singles Too Bad Lucy Jane en Silver and Gold uit in het Verenigd Koninkrijk, maar deze kwamen ook niet in de hitlijst. Hij had eerder ook zang bijgedragen aan het eerste album Tales of Mystery and Imagination van het Alan Parsons Project (1975), als leadzanger op To One in Paradise en als achtergrondzanger op The Cask of Amontillado, achter John Miles. In 1994 verscheen het soloalbum I Believe in Love, met live versies van zowel zijn Hollies- als solo-opgenomen nummers, plus covers zoals It Never Rains in Southern California, van een concert dat op 20 maart 1994 in Duitsland werd opgenomen.
In 1982 nam Sylvester, in samenwerking met Jimmy Griffin in Memphis (Tennessee), Griffin & Sylvester op bij Polydor en bracht deze uit. Van dit album werd Please Come into My Life uitgebracht als single. Halverwege de jaren 1990 werkte Sylvester opnieuw samen met Griffin als het duo Griffin & Sylvester en toerde door het Verenigd Koninkrijk en Canada als onderdeel van het Soft Rock Cafe. De vriendschap en het partnerschap gingen aan en uit, tot aan de dood van Griffin in januari 2005. Hun album uit 1982 werd in 1999 opnieuw uitgebracht op compact disc met drie bonussongs.
Het dubbelalbum The Complete Works: 1969-1982 van Sylvesters opnamen met de Hollies (voornamelijk Sylvester leadzang tracks), het Alan Parsons Project, solo en Griffin & Sylvester, werd in 2001 in Frankrijk uitgegeven bij Magic Records. In 2010 werd Sylvester als lid van de Hollies opgenomen in de Rock and Roll Hall of Fame, samen met Graham Nash, Allan Clarke, Tony Hicks, Bobby Elliott, Bernie Calvert en Eric Haydock.

## Discografie

### Albums
- 1974: Terry Sylvester
- 1976: I Believe
- 1994: I Believe in Love

### Singles
- 1974: For the Peace of All Mankind
- 1974: Mary Anne
- 1975: End of the Line
- 1976: I Believe (When I Fall in Love It Will Be Forever)
- 1978: Silver and Gold
- 1978: Too Bad Lucy Jane

### Met Jimmy Griffin (als Griffin & Sylvester)

#### Albums
- 1982: Griffin & Sylvester

#### Singles
- 1982: Please Come into My Life
- 1982: Rozanne

- Bibsys: 5069608
- Bibliothèque nationale de France: cb14047518p (data)
- International Standard Name Identifier: 0000 0000 5809 9980
- Library of Congress Control Number: n93103643
- MusicBrainz: ec290c66-9f7e-4c9c-a4e0-1f0ed9f89ca8
- Nationale Bibliotheek van Tsjechië: ola2002152112
- Virtual International Authority File: 79864123